# Harvey Dubner
Harvey Dubner (14 luglio 1928 – 23 ottobre 2019) è stato un ingegnere e matematico statunitense conosciuto in particolar modo per il suo importante contributo alla ricerca di numeri primi molto grandi.

## Biografia
Ingegnere in pensione, matematico originariamente non professionista, è appassionato della teoria dei numeri.
Risiede nel New Jersey (Stati Uniti d'America).
Nel 1984, con la collaborazione del figlio Robert, sviluppò il Dubner cruncher, sistema che con l'ausilio di un circuito integrato di tipo commerciale permise di accelerare notevolmente il processo di calcolo nella moltiplicazione di numeri con altissima precisione.
Dubner fu dunque in grado di ottenere una capacità di calcolo di livello pari a quello dei supercomputer velocizzando drasticamente le operazioni di moltiplicazione tra numeri con notevole precisione, impiegando home computer.
Negli anni che seguirono egli spostò la sua attenzione al problema dell'ottimizzazione degli algoritmi di calcolo (in particolare lavorando sugli FFT-based algorithms) più che occuparsi di modifiche hardware.
Nella sua carriera ha individuato moltissimi numeri primi come, ad esempio, numeri primi appartenenti alle serie di Fibonacci o di Lucas, numeri primi di (Marie) Sophie Germain, coppie di primi gemelli e primi contenuti in progressioni aritmetiche.
Nel 1993 egli era l'uomo al mondo che aveva scoperto oltre la metà dei numeri primi di oltre 2.000 cifre fino ad allora conosciuti.
Dubner fu altresì il primo a pubblicare una relazione inerente al primo conteggio nel gioco del Blackjack (The High Low Count) che viene tuttora utilizzato.  
Questo lavoro fu presentato alla Fall Joint Computer Conference tenutasi a Las Vegas nel 1963 in un resoconto dal titolo originale Using Computers in Games of Chance and Skill (ovvero “usando il computer nei giochi d'azzardo e di abilità”).